# Walking Out
Walking Out (no Brasil: Em Retirada) é um filme norte-americano de drama, dirigido pelos irmãos Alex e Andrew Smith e escrito por David Quammen e adaptado pelos irmãos Smith, foi produzido por Brunson Green e Laura Ivey. O elenco principal é formado por Matt Bomer, Bill Pullman e Josh Wiggins.  No filme pai e um filho lutam para se conectar em qualquer nível, até que um encontro brutal com um animal predador no coração do deserto deixa ambos gravemente feridos.
As filmagens aconteceram em Livingston, Paradise Valley e Bozeman, Montana.
Foi selecionado na seção de competição dramática dos EUA Sudance Film Festival 2017 no dia 21 de janeiro de 2017. O filme foi lançado no dia 6 de outubro de 2017 pela IFC Films nos Estados Unidos e pela Signature Entertainment no Reino Unido. Em geral, o filme e elenco receberam críticas positivas. Foi lançado pela Mares Filmes no Brasil em VOD em 11 de novembro de 2021.  Antes do lançamento, foi apresentado no dia 20 de outubro de 2017 na Mostra Internacional de Cinema de São Paulo.

## Sinopse
Uma vez por ano, David (Josh Wiggins), de dezenove anos, viaja da casa de sua mãe no Texas para visitar seu pai solitário, Cal (Matt Bomer), nas montanhas remotas de Montana. Lá, os dois embarcam em sua excursão de caça anual, durante a qual o Cal tenta se aproximar de seu filho, que é viciado em smartphones. Mas quando uma tempestade deixa Cal gravemente ferido, cabe ao adolescente David reunir força suficiente para ambos.

## Produção

### Filmagens
As filmagens aconteceram em Livingston, Paradise Valley e Bozeman, Montana.

## Lançamento

### Comercialização
A IFC Films lançou o primeiro trailer no dia 6 de setembro de 2017, um mês antes de ser lançado a produção.

## Recepção

### Avaliação da crítica
| Críticas profissionais | Críticas profissionais |
| Pontuações agregadas   | Pontuações agregadas   |
| Fonte                  | Avaliação              |
| ---------------------- | ---------------------- |
| Metacritic             | (79/100)               |
| Avaliações da crítica  |                        |
| Fonte                  | Avaliação              |
| Rolling Stone          | [ 13 ]                 |
| Time Out               | [ 14 ]                 |

Walking Out foi recebido com comentários positivos pela crítica, com elogios ao roteiro e à direção dos irmãos Smith, às performances de Bomer e Wiggins, à cinematografia de Todd McMullen e à trilha sonora de Ernst Reijseger. No agregador de resenhas Rotten Tomatoes, o filme recebeu 92% de aprovação baseado em 36 análises retiradas. Pelo consenso crítico do site o filme foi descrito como: "Lindamente filmado e poderosamente agido, Walking Out efetivamente equilibra o drama do pai e filho tenso contra uma história de sobrevivência que afeta a região selvagem." Ainda pelo Metacritic, Walking Out teve uma pontuação de 79 de 100, baseado em 13 críticas até o momento, indicando "opiniões geralmente favoráveis."